# Стадион Луј II
Стадион Луј II (фр. Stade Louis II) је стадион у кварту Фонвјеј у Монаку. Овај стадион је дом ФК Монако и капацитет стадиона је 18.523 седећих места.
Отворен је 1985. и добио је име по кнезу Лују II, он је изградио и стари стадион кнежевине (који се такође звао стадион Луј II).

## Историја
Стари стадион Луј II је отворен 1939. године и он је након завршетка новог стадиона срушен, а нови стадион је подигнут неколико стотина метара од места на којем се налазио стари.
Године 1979. је донета одлука о изградњи новог спортског центра, а тадашњи владар Монака, кнез Реније III, је одлучио да место посвећено спорту буде у кварту Фонвјеј. Градња стадиона је почела маја 1981. на земљишту отетом од мора (8,35 испод нивоа мора), изградњом луке и насипа. Његова изградња је због тога и трајала четири године, а на њега је утрошено 120.000 кубика бетона, 9.000 тона челика и 2.000 тона арматуре за сигурносне зидове за заустављање воде. Стадион је 25. јануара 1985. отворио кнез Реније III, док је Монако прву утакмицу одиграо 26. јануара против Ленса (3:0).
Испод земље на површини коју покрива стадион се налази велики паркинг и спортска дворана Гастон-Медесин за 5.000 гледалаца. Због тога је Монако често био мета критика гостујућих екипа које су жалиле на квалитет травнате подлоге, јер су наводно хала и паркинг били плитко испод земље. Ипак решење је нађено у систему Mobile Lighting Rig, који репродукује сунчеву светлост и оптимизује квалитет травњака. Занимљив је податак да је стадион смештен на државној граници Француске и Монака, која се простире западним делом стадиона дуж Лучке авеније.
Због политичких разлога утакмица Суперкупа Европе 1986. између Стеауе и кијевског Динама је одиграна на стадиону Луј II. Од 1998. до 2012. на њему је одиграно укупно 15 утакмица Суперкупа Европе, који ће се од 2013. играти на другим стадионима.
Стадион се често користи за атлетска такмичења. Од 1987. је домаћин међународног атлетског митинга Herculis, који је од 1998. до 2002. био део Златне лиге, док је од 2010. у програму Дијамантске лиге. На њему је такође 2003, 2004. и 2005. одржано Светско финале у атлетици.